# Autobianchi A111
Autobianchi A111 — легковой автомобиль, выпускавшийся Autobianchi (подразделение Fiat) с 1969 по 1972 год.

## История
Несмотря на свои компактные размеры, этот автомобиль являлся самым большим по размеру автомобилем, когда-либо выпускавшимся под маркой Autobianchi, специализирующейся на производстве компактных машин. Модель A111, являясь дальнейшим развитием Autobianchi Primula, имела передний привод и была запущена одновременно с Fiat 128, первым переднеприводным автомобилем Fiat.
К началу 1970-х годов Fiat выпускал всё больше переднеприводных машин под собственной маркой, поэтому выпуск Autobianchi стал казаться излишним. Последний автомобиль сошёл с конвейера в 1972 году; всего было произведено 56 984 автомобилей. В итоге марка Autobianchi свелась лишь к одной модели — A112, позднее — Y10. Таким образом, A111 не имела прямой замены в линейке Autobianchi.

## Технические характеристики

### Дизайн
A111 выпускалась с кузовом только 4-дверный седан и имела длину чуть более четырёх метров, сильно напоминая автомобили Fiat 124 и Fiat 128, которые, как и A111, были разработаны инженером Данте Джакозой (Dante Giacosa). Благодаря размерам кузова, A111 занимала промежуточное положение между Fiat 124 и 128.

### Двигатель и трансмиссия
Autobianchi A111 имела передний привод, поперечно расположенный 4-цилиндровый OHV-двигатель рабочим объёмом 1438 см³ мощностью 75 л. с., который также устанавливался на Fiat 124 Special. Коробка передач — механическая 4-ступенчатая. Автомобиль никогда не оснащался ни автоматической, ни какой-либо другой трансмиссией.

### Рулевое управление
Рулевое управление имело реечный механизм и располагалось под рессорой позади поперечно расположенного двигателя.